# Nora Hamou Maamar
Nora Hamou Maamar est une footballeuse franco-algérienne, née le 18 mai 1983 à Blois.
Évoluant au poste de milieu de terrain, elle commence sa carrière professionnelle au Montpellier Hérault Sport Club en 2002 avant de partir pour Nîmes en 2013.
Nora Hamou Maamar présente déjà un palmarès intéressant puisqu'elle est championne de France en 2004 et vainqueur du Challenge de France en 2009 avec le Montpellier Hérault Sport Club.

## Palmarès

### En club
- Vainqueur de la Challenge de France : 2006, 2007, 2009.
  - Finaliste  : 2010, 2011
- Championnat de France : 2004, 2005.
  - vice-championne de Division 1 en 2007 et 2009

### En équipe nationale
Nora Hamou Maamar a joué plusieurs matchs avec l'équipe d'Algérie.
- 1er tour Championnat d'Afrique 2010

## Statistiques
| Saison                | Club                  | Championnat           | Championnat | Championnat | Coupe(s) nationale(s) | Coupe(s) nationale(s) | Compétition(s) continentale(s) | Compétition(s) continentale(s) | Compétition(s) continentale(s) | Total | Total |
| Saison                | Club                  | Division              | M.          | B.          | M.                    | B.                    | Comp.                          | M.                             | B.                             | M.    | B.    |
| 2002 - 2003           | Montpellier HSC       | Division 1            | 1           | 0           | -                     | -                     | -                              | -                              | -                              | 1     | 0     |
| 2003 - 2004           | Montpellier HSC       | Division 1            | 6           | 0           | -                     | -                     | -                              | -                              | -                              | 6     | 0     |
| 2004 - 2005           | Montpellier HSC       | Division 1            | -           | -           | -                     | -                     | -                              | -                              | -                              | 0     | 0     |
| 2005 - 2006           | Montpellier HSC       | Division 1            | 4           | 0           | -                     | -                     | -                              | -                              | -                              | 4     | 0     |
| 2006 - 2007           | Montpellier HSC       | Division 1            | 17          | 1           | -                     | -                     | -                              | -                              | -                              | 17    | 1     |
| 2007 - 2008           | Montpellier HSC       | Division 1            | 12          | 1           | 2                     | 1                     | -                              | -                              | -                              | 14    | 2     |
| 2008 - 2009           | Montpellier HSC       | Division 1            | 21          | 0           | 5                     | 0                     | -                              | -                              | -                              | 26    | 0     |
| 2009 - 2010           | Montpellier HSC       | Division 1            | 17          | 0           | 5                     | 1                     | C1                             | 8                              | 0                              | 30    | 1     |
| 2010 - 2011           | Montpellier HSC       | Division 1            | 8           | 2           | 3                     | 2                     | -                              | -                              | -                              | 11    | 4     |
| 2011 - 2012           | Montpellier HSC       | Division 1            | 6           | 0           | 3                     | 0                     | -                              | -                              | -                              | 9     | 0     |
| Total sur la carrière | Total sur la carrière | Total sur la carrière | 92          | 4           | 18                    | 4                     | -                              | 8                              | 0                              | 118   | 8     |